# Billy Talent
A Billy Talent egy 1993-ban alakult kanadai punk rock együttes.
Streetsville-ben, Toronto egyik külvárosában alakult 1993-ban. Ekkor találkozott Ben Kowalewicz, Jon Gallant és Aaron Solowoniuk Ian D’Sával egy, a középiskolájukban rendezett tehetségkutató versenyen, a színfalak mögött. Ian ekkor még egy másik zenekarban játszott, de nagyon jól összebarátkozott Benékkel és később Pezz néven megalakították együttesüket. 1998-ban adták ki első nagylemezüket Watoosh! címmel. A Pezz nevet 1999-ben felcserélték Billy Talentre. Az együttes névadója egy kitalált figura a Hard Core Logo című filmből. A fiúknak eddig Billy Talentként négy nagylemezük és 14 kislemezük jelent meg. (Try Honesty, The Ex, River Below, Nothing To Lose, Devil In The Midnight Mass, Red Flag, Fallen Leaves, Surrender, This Suffering, Turn Your Back Again, Rusted From The Rain, Devil On My Shoulder, Saint Veronica, Diamond on a Landmine )
A 2010-es és a 2017-es Sziget fesztivál keretében, valamint 2013-ban a Volt Fesztiválon felléptek Magyarországon...

## Tagok
- Ben Kowalewicz – ének
- Jon Gallant – basszusgitár
- Aaron Solowoniuk – dob
- Ian D’Sa – gitár

## Diszkográfia
- Watoosh! (1999)
- Billy Talent (2003)
- Billy Talent II (2006)
- Billy Talent III (2009)
- Dead Silence (2012)
- Afraid of Heights (2016)
- Crisis of Faith (2022)